# Riki Matsuda
Pour les articles homonymes, voir Matsuda.
Riki Matsuda (松田 力, Matsuda Riki) est un footballeur japonais né le 24 juillet 1991 à Osaka. Il évolue au poste d'attaquant.

## Biographie
Avec les clubs de l'Oita Trinita et du Nagoya Grampus, il dispute 65 matchs en première division japonaise, inscrivant sept buts.